# Droga wojewódzka nr 707

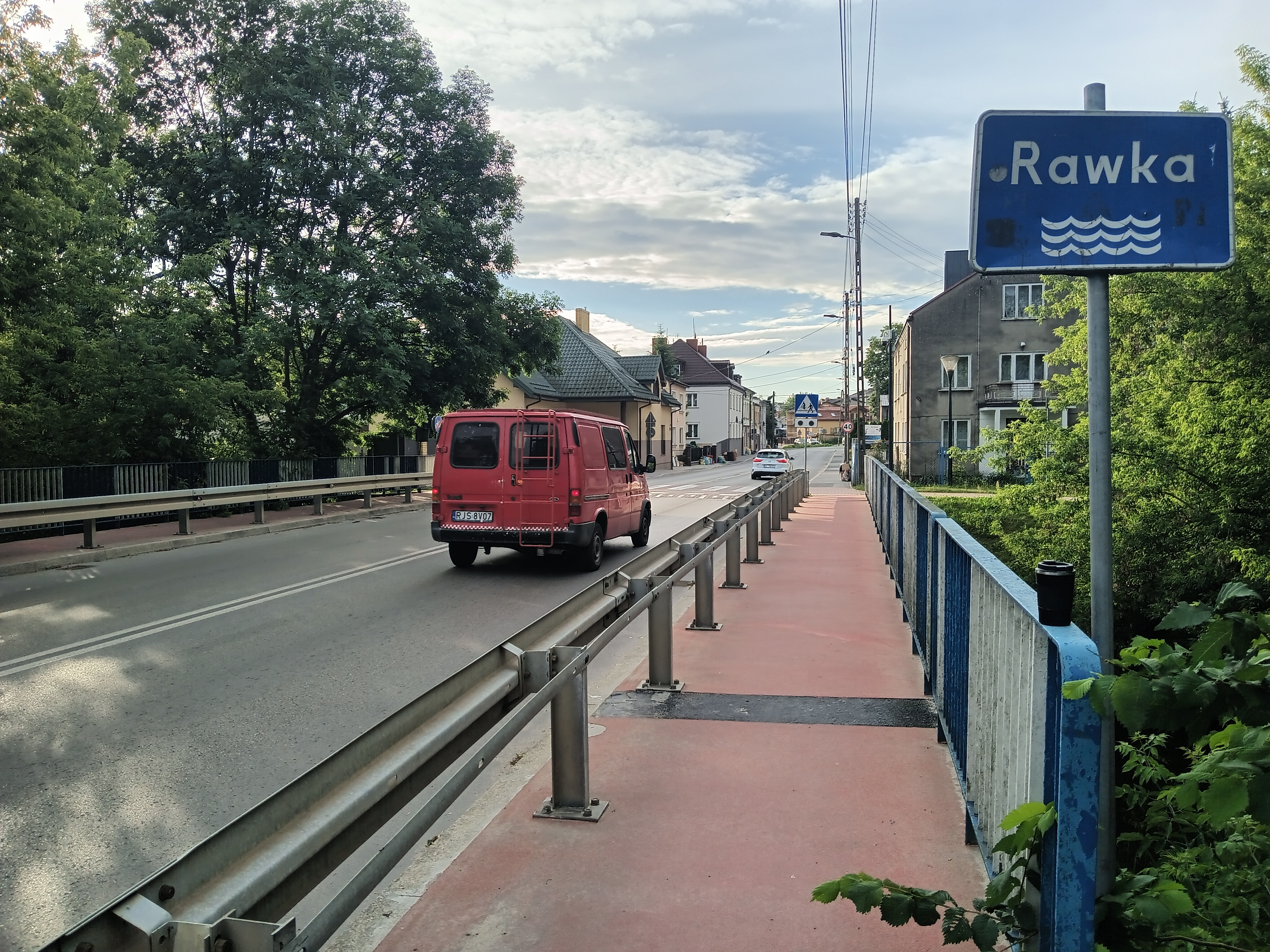
Droga Wojewódzka 707 w Rawie Mazowieckiej

Droga wojewódzka nr 707 (DW707) – droga wojewódzka przebiegająca na terenie województwa łódzkiego i mazowieckiego przez powiaty: skierniewicki, rawski i grójecki. Trasa ta jest głównym połączeniem drogowym między Skierniewicami a Nowym Miastem nad Pilicą. 12 października 2010 na tej drodze doszło do katastrofy busa, w której zginęło 18 osób.

## Miejscowości leżące przy trasie DW707
- Skierniewice (DK70, DW705)
- Strobów
- Nowy Kawęczyn
- Kurzeszyn
- Rawa Mazowiecka (DW726)
- Pukinin
- Cielądz
- Żdżary
- Jankowice
- Nowe Miasto nad Pilicą (DW728)
- Żdżarki